# High Kelling
High Kelling – wieś w Anglii, w hrabstwie Norfolk, w dystrykcie North Norfolk. Leży 34 km na północ od Norwich i 179 km na północny wschód od Londynu.
W 2001 miejscowość liczyła 515 mieszkańców.